# Ritter Hundt

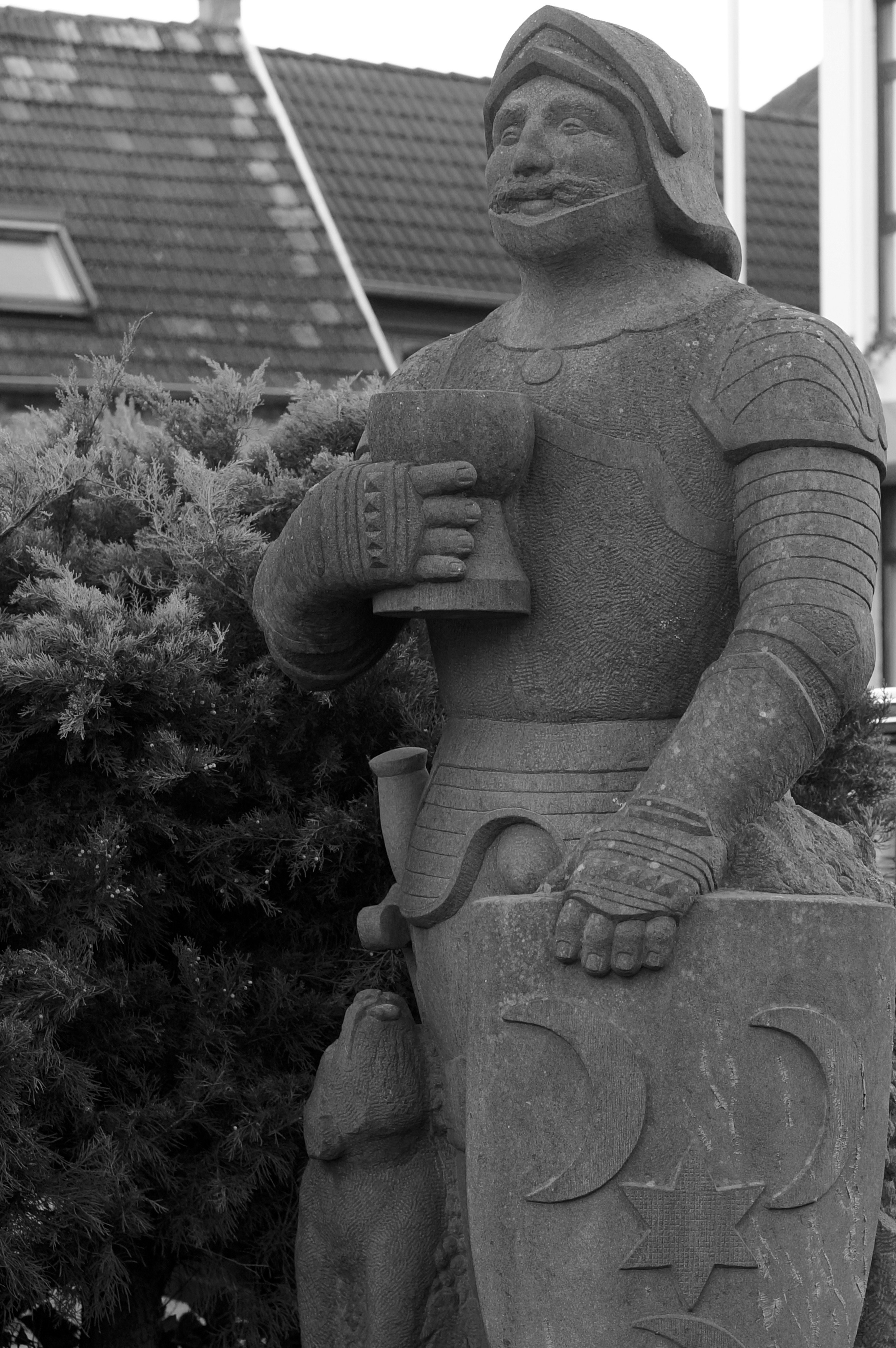
Ritter Hundt Standbild Saulheim

Der Ritter Hundt ist eine legendäre Figur aus dem Adelsgeschlecht Hundt von Saulheim, die sich nicht eindeutig einer historischen Person zuordnen lässt.

## Hintergrund
Der Name Hundt kommt vermutlich von der germanischen Hundertschaft, einer Gruppe von; 100 wehrfähige Männern, die berechtigt waren am Hundsthing teilzunehmen. Der Vorsteher einer solchen Hundertschaft wurde Hun oder Hundt genannt. Die erste urkundliche Nennung eines Hundts geht auf eine Urkunde von 1311 zurück, in der die Rede von einem Hundt von Sowelheim ist. Im Laufe des 14. Und 15. Jahrhunderts dehnt sich die ritterliche Familie aus, so erhält Hermann Hunt 1338 die Burg Gieselwerder bei Aschaffenburg als Lehen. Weiterhin übernimmt die Familie wichtige Ämter und erhöht ihren Einfluss in der späteren Region Rheinhessen.

## Legende
Der Legende nach soll sich ein Mitglied der Familie Hundt um 1500 durch seine besondere Trinkfestigkeit hervorgetan haben. Sein Weindurst und seine Erfolge in Trinkwettbewerben sollen schon damals in Liedern besungen worden sein. 1935 dichtete Otto Höser (1897–1959), angeblich auf der Grundlage einer Mainzer Ballade, das Lied vom Ritter Hundt, das noch heute als Gassenhauer und auf Fastnachtssitzungen in Rheinhessen sehr beliebt ist und mehrfach vertont wurde. Die heutige Popularität des Ritters Hundt geht großteils auf dieses Lied zurück.

## Regionale Bedeutung
Da der Weinbau und der Weinhandel noch heute wichtige Agrar- bzw. Industriezweige in der Region sind, bietet sich der Ritter Hundt als Werbeträger für das Regionalmarketing an. Mehrere Weingüter und Gasthäuser nutzen den Namen heute zu Werbezwecken.
Die Gemeinde Saulheim hat dem Ritter Hundt im Jahr 1987 ein lebensgroßes Standbild aus rotem Sandstein gewidmet und eine Straße sowie eine Sporthalle nach der Figur benannt.
Darüber hinaus verleiht die Gemeinde die sogenannte Ritter-Hundt-Plakette an Personen, die sich um die Weinbauregion verdient gemacht haben.
Auch mehrere Veranstaltung sind nach dem Ritter Hundt benannt, bspw. die jährlich stattfindende Nieder-Saulheimer Ritter-Hundt-Weinkerb und der Ritter-Hundt-Ball.